# Kudardup
Kudardup is een plaats in de regio South West in West-Australië. Het ligt langs de Bussell Highway, 312 kilometer ten zuiden van Perth, 136 kilometer ten zuidwesten van Bunbury en 7 kilometer ten noorden van Augusta. In 2021 telde Kudardup 110 inwoners.

## Geschiedenis
De oorspronkelijke bewoners van de streek waren de Nyungah Aborigines van de Wardandi en Bibbulmun dialectgroepen.
De plaats was in karribos gelegen. In 1881 bouwde M.C. Davies er een houtzaagmolen die Coodardup Mill genoemd werd. Er werkten een honderdtal mensen de klok rond. De molen werd in 1882 verhuisd naar Karridale. De naam werd vervolgens amper nog gebruikt tot er in 1925 een spooraansluiting, die Coodardup genoemd werd, op de spoorweg van Busselton naar Flinders Bay, werd geopend . Een jaar later werd de spelling veranderd naar Kudardup om meer overeen te komen met de aboriginesafkomst van het woord. De nabijgelegen grotten stonden als de Coodardup Caves geregistreerd.
In de jaren 1920 werd de streek middels het Group Settlement Scheme bevolkt. Kudardup was een van de eerste plaatsen waar groepen mensen werden gevestigd (groep 3 en 4) en er werd een schooltje en een gemeentehuis (En:Town Hall) gebouwd om dit te ondersteunen. Na de Tweede Wereldoorlog werden weer mensen in de streek gevestigd middels de succesvollere Soldier Settlement Schemes. In 1957 werd de spoorweg van Busselton naar Flinders Bay gesloten. Datzelfde jaar werd Kudardup officieel gesticht.
In 1961 werd de streek door zware bosbranden geteisterd.
In 1982 werden in de Old Kudardup-grot aboriginesrotstekeningen gevonden, vermoedelijk uit de periode tussen het late Pleistoceen en midden Holoceen.

## Toerisme
De rivier Blackwood vormt de oostelijke grens van Kudardup. Op de oever van de Blackwood, langs Fisher Road, ligt het Molloy Caravan Park. Het park heeft een trailerhelling. In de monding van de Blackwood ligt het eiland Molloy dat vernoemd werd naar Georgiana Molloy. Op het eiland staan vakantiehuizen. Vanaf het eiland kan men per boot naar het nationaal park Scott. Twinems Bend is populair bij waterskiërs.

## Transport
Kudardup ligt langs de Bussell Highway.
Vliegstrip 83433 ligt in Kudardup.

## Galerij

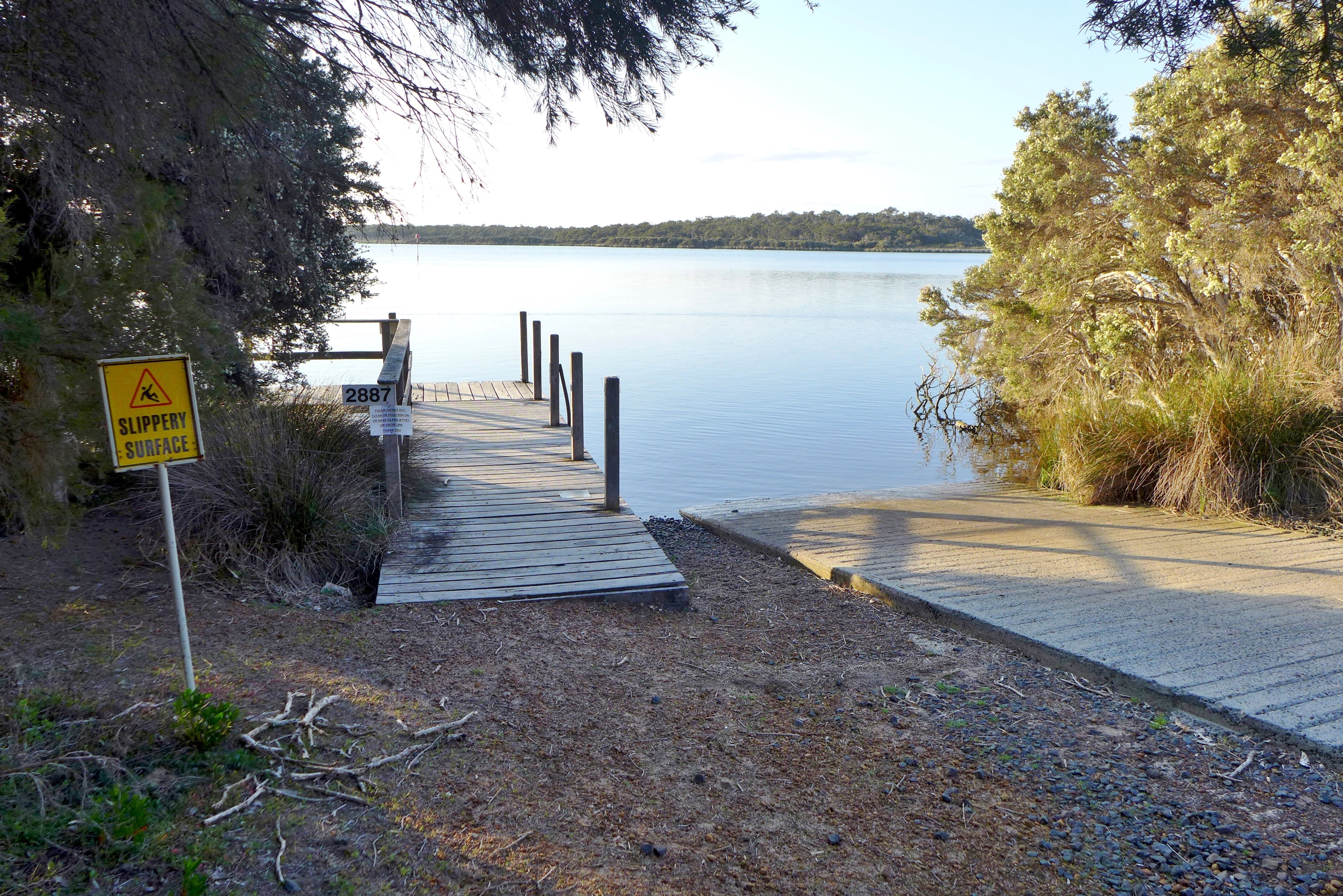
trailerhelling met zicht op Molloy Island
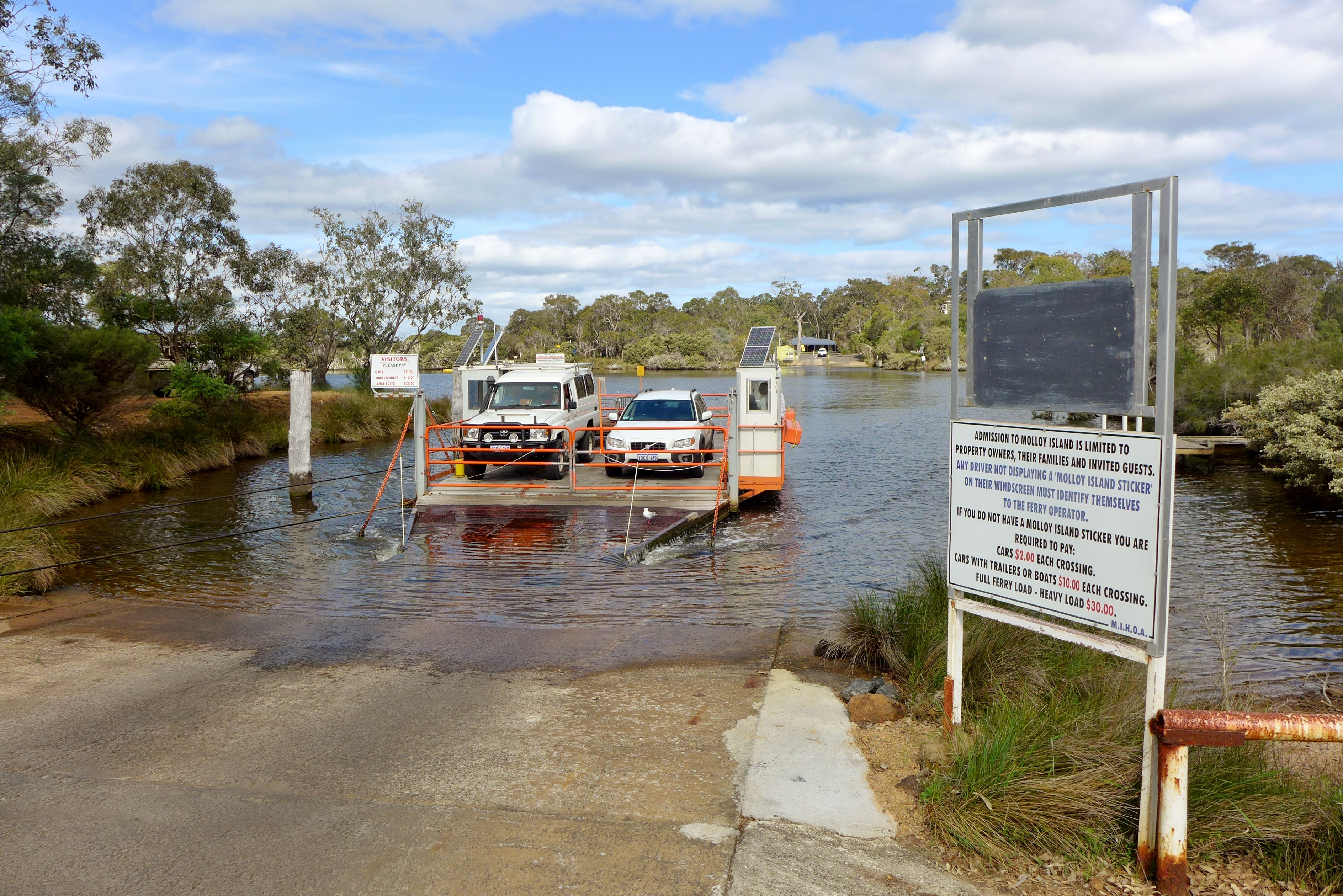
Molloy Island Ferry

Acton Park · Alexandra Bridge · Allanson · Augusta · Balingup · Benger · Binningup · Boyanup · Boyup Brook · Bramley · Bridgetown · Brookhampton · Brunswick Junction · Bunbury · Burekup· Busselton · Capel · Carbunup River · Chowerup · Collie · Cookernup · Cowaramup · Cundinup · Dardanup · Deanmill · Dingup · Dinninup · Donnelly River · Donnybrook · Dunsborough · Elgin · Ferguson · Forest Grove · Forrest Beach · Gnarabup · Gracetown · Greenbushes · Harvey · Hester · Jardee · Jarrahwood · Karridale · Kirup · Kudardup · Kulikup · Ludlow · Manjimup · Margaret River · Mayanup · Metricup · Mullalyup · Myalup · Nannup · Northcliffe · Nyamup · Pemberton · Peppermint Grove Beach · Prevelly · Quindalup · Quinninup · Roelands · Rosa Brook · Shotts · Stratham · Uduc · Vasse · Walpole · Waterloo · Wilga · Windy Harbour · Witchcliffe · Wilyabrup · Wokalup · Wonnerup · Worsley · Yallingup · Yalup Brook · Yarloop · Yoongarillup · Yornup